# Orthonyx temminckii
Orthonyx temminckii là một loài chim trong họ Orthonychidae.